# Poquott
Poquott es una villa ubicada en el condado de Suffolk en el estado estadounidense de Nueva York. En el año 2000 tenía una población de 975 habitantes y una densidad poblacional de 861.6 personas por km².

## Geografía
Poquott se encuentra ubicada en las coordenadas 40°57′9″N 73°5′4″O / 40.95250, -73.08444. Según la Oficina del Censo, la ciudad tiene un área total de 1,5 km² (0,6 mi²), de la cual 1,1 km² (0,4 mi²) es tierra y 0,4 km² (0,2 mi²) (27.12%) es agua.

## Demografía
Según la Oficina del Censo en 2000 los ingresos medios por hogar en la localidad eran de $99,309, y los ingresos medios por familia eran $116,379. Los hombres tenían unos ingresos medios de $81,665 frente a los $50,208 para las mujeres. La renta per cápita para la localidad era de $58,455. Alrededor del 3.0% de la población estaban por debajo del umbral de pobreza.